# Кокільна машина
Кокільна машина (англ. chill casting machine) — машина ливарного виробництва, за допомогою якої одержують відливки в кокілях.

## Призначення
Кокільні машини забезпечують механізацію та автоматизацію процесу отримання виливок у кокілях. На кокільних машинах розкривають і закривають кокілі, а також встановлюють ливарні стрижні, заливають у кокілі метал, виштовхують з них виливок, очищують і фарбують їхні внутрішні поверхні. 

## Види
Кокільні машини поділяються на дві групи: стаціонарні і нестаціонарні. Перша група включає одно-, дво- і трипозиційні, а друга чотири- і більше позиційні машини. У групу стаціонарних машин входять конструкції, що мають різні структурно-компонувальні вирішення. Однак найбільша кількість машин мають рамне виконання (з циліндричними напрямними для переміщення кокільних плит) або консольне. Перші знайшли застосування при виробництві відносно крупних виливок з чорних та кольорових сплавів.
На однопозиційних універсальних кокільних машинах, щоб отримувати виливки різної конфігурації і маси слід проводити заміну кокілю. Частини кокілю закріплюються на підкокільних плитах, що пересуваються по напрямних. Встановлюють кокілі розміром від 250 × 320 мм до 800 × 1000 мм. Привод машин — пневматичний або гідравлічний. 
Для крупносерійного виробництва виливок найдоцільнішим є використання нестаціонарних машин. Порівняно зі стаціонарними вони мають такі переваги:
- мають високу продуктивність завдяки суміщенню у часі операцій технологічного циклу;
- вимагають мінімальної площі та енергозатрат і є зручними в обслуговуванні;
- мають здатність до механізації й автоматизації основних та допоміжних операцій.

Багатопозиційні нестаціонарні кокільні машини поділяють на карусельні, що складаються з декількох однопозиційних машин, встановлених на обертовому столі, і конвеєрні, у яких по транспортуючому пристрою перемішуються однопозиційні машини або кокілі. При повороті стола карусельної машини послідовно виконуються такі операції: закриття кокілів, встановлення ливарних стрижнів, заливання розплаву. Після затверднення і вибивання виливка кокілі продуваються й покриваються облицюванням для наступного циклу. На конвеєрних кокільних машинах виконується заливання і вибивання виливок.
Залежно від розташування площини роняття у просторі та від характеру переміщення формотворних елементів кокілю (власне кокілю і металевих ливарних стрижнів) розрізняють машини для отримання виливок у формах з горизонтальною та вертикальною площинами розняття. В останньому випадку кількість підкокільних плит може бути від однієї до п'яти (з рухомими піддонами та верхніми ливарними стрижнями включно). На практиці застосовуються конструкції зі змінним розташуванням площини розняття.
Кокільні машини можуть бути включені до автоматизованих ліній, у склад яких також можуть входити індукційні електричні печі, заливальні машини, агрегати для термічної обробки й транспортуючі пристрої